# Class 59
De Class 59, ook wel EMD type JT26CW-SS genoemd, is een Britse locomotief met dieselelektrische aandrijving en met asindeling Co'Co', gebruikt voor het trekken van goederentreinen. De locomotief is gebouwd door General Motors Electro-Motive Division (EMD): de eerste reeks (59/0) in de fabriek van LaGrange bij Chicago (Illinois, Verenigde Staten), de reeksen 59/1 en 59/2 in de fabriek van London (Ontario, Canada). Hij is de rechtstreekse voorloper van de succesvolle en uiterlijk sterk gelijkende Class 66 locomotief van dezelfde fabrikant, die ook in België en Nederland zeer regelmatig aan de kop van goederentreinen te zien is.

## Een krachtige goederenlocomotief
De Class 59 is in 1985-1986 ontwikkeld door EMD op vraag van het Britse Foster Yeoman, een groot bedrijf dat actief is in de mijnbouw (steengroeven) en openbare werken. Voor het vervoer van zware treinladingen stenen uit zijn steengroeven, had Foster Yeoman nood aan moderne, krachtige en betrouwbare locomotieven. EMD kon snel aan dit verzoek voldoen, omdat het een machine leverde die afgeleid was van een beproefd model: de EMD SD40-2, een dieselelektrische loc die sinds 1972 in de Verenigde Staten reed. De locomotief die aan Foster Yeoman geleverd werd - en in Groot-Brittannië het TOPS reeksnummer 59 kreeg - was uiteraard aangepast aan de eisen van de klant én aan de standaardafmetingen die op het Britse spoorwegnet gelden. Deze afmetingen zijn iets beperkter dan in Noord-Amerika en op het Europese vasteland. Dit resulteerde in een zeer typisch silhouet (dat ook de Class 66 typeert): twee zware drieassige draaistellen die herinneren aan de draaistellen van de Amerikaanse diesellocs van de jaren ’40 en ’50, met daarboven een lange, slanke en vrij lage kast. Ook de dakafwerking aan de kop is uniek en zeer herkenbaar; omdat die doet denken aan het dak van een tuinhuisje, kreeg de locomotief in Engeland de bijnaam super shed.

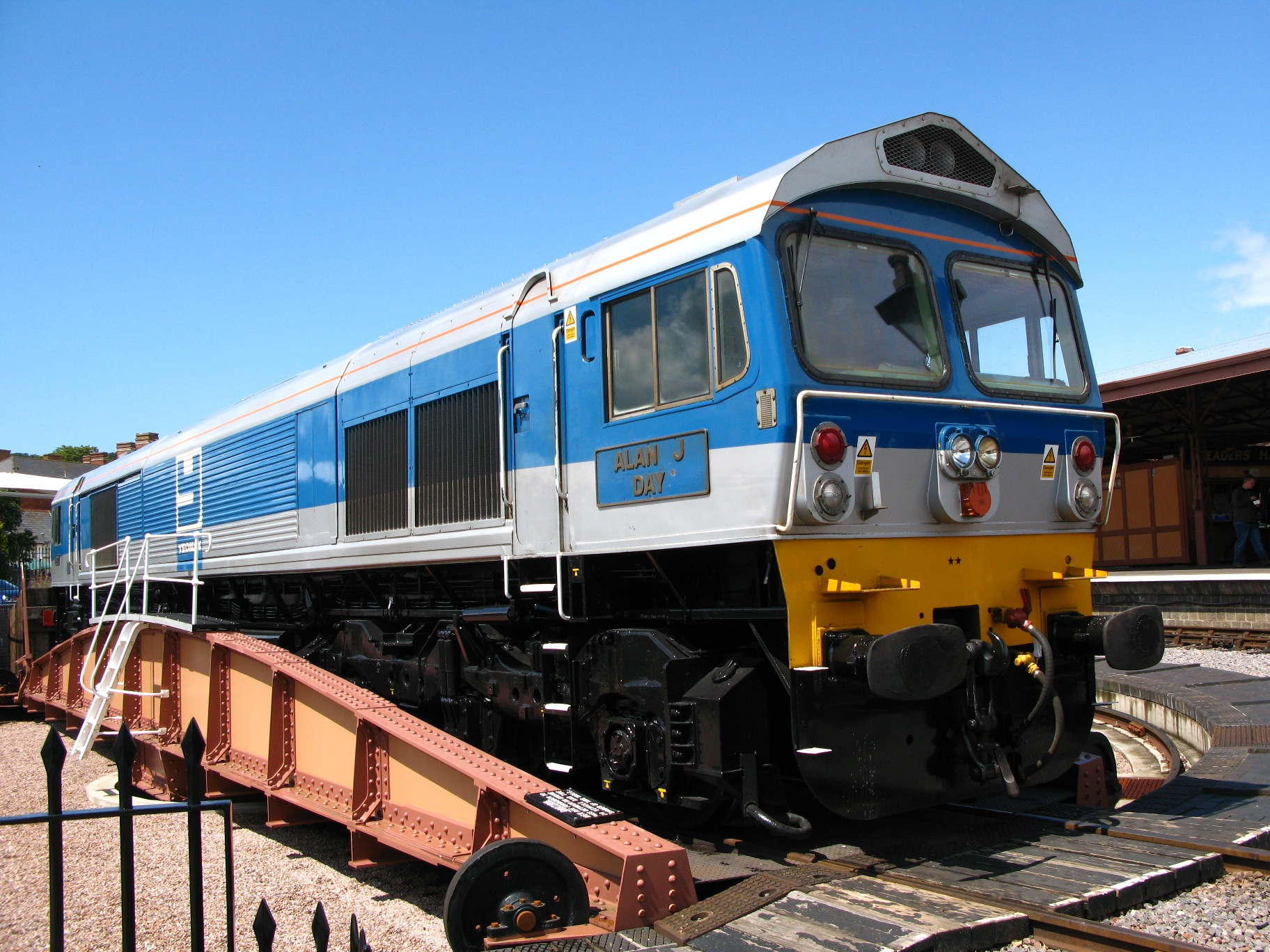
Locomotief 59002, genaamd Alan J. Day, van het spoorbedrijf Mendip Rail, een van de eerste Class 59's in Groot-Brittannië

## Hoge graad van bedrijfszekerheid
De Class 59 is een locomotief met een uitzonderlijke bedrijfszekerheid, die veel hoger is dan die van oudere locs. In de jaren ’70 werden de goederentreinen van Foster Yeoman getrokken door locomotieven van British Rail. Deze waren frequent aan pannes onderhevig, waardoor de treinen vaak vertragingen opliepen. Omdat British Rail, ondanks herhaalde klachten, niet bij machte bleek om hierin verbetering te brengen, bedong Foster Yeoman - niet zonder moeite, onder meer wegens tegenstand van de spoorbonden - de mogelijkheid om met eigen, nog te bestellen locomotieven te rijden. In het bestek bij de offertevraag van de nieuwe locs werd niet toevallig als een van de voorwaarden gesteld dat de machines een beschikbaarheidsgraad (availability) van 95% moesten hebben, en dus slechts 5% van de tijd in onderhoud of reparatie mochten zijn. De Britse locomotiefbouwers achtten zichzelf niet in staat aan deze (toentertijd ongebruikelijk hoge) eis te voldoen en haakten af. General Motors EMD stelde deze uitdaging wél aan te kunnen en kreeg de opdracht voor de bouw van wat de Class 59 zou worden. In de praktijk bleek de locomotief niet alleen aan de verwachtingen op het gebied van betrouwbaarheid en bedrijfszekerheid te beantwoorden, maar deze zelfs te overtreffen.

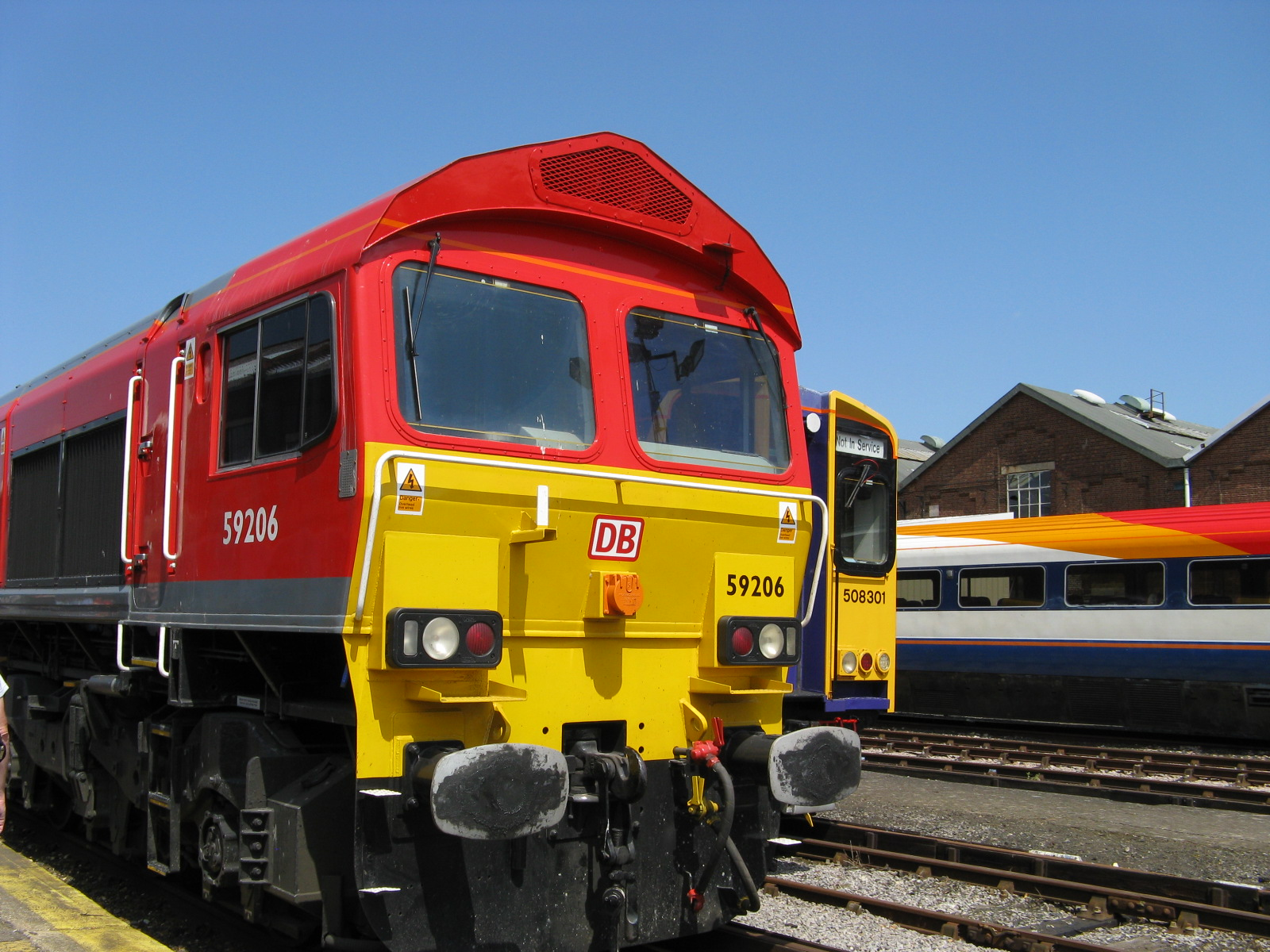
Locomotief 59206 in de kleuren van DB Schenker Rail

## Inzet
De Class 59 locomotieven van Foster Yeoman (waarvan er aanvankelijk vier geleverd werden, en iets later nog een vijfde exemplaar werd bijbesteld) waren in 1986 de eerste privé-locomotieven die reden op het - toen nog niet geprivatiseerde - Britse spoorwegennet. Later bestelden nog twee andere Britse bedrijven dergelijke locomotieven: Hanson ARC (vier stuks van een licht gewijzigd type, genaamd 59/1, dat een hogere snelheid haalt) en National Power (zes stuks van het type 59/2, dat eveneens een hogere snelheid haalt). 
Door de privatisering van het Britse spoor in 1994 en door verkoop of fusering van bedrijven kwamen de vijftien Class 59 locomotieven in de loop van de jaren in andere handen. Eén exemplaar - nummer 59003 van Foster Yeoman, genaamd Yeoman Highlander - kwam zodoende zelfs in Duitsland terecht, meer bepaald vanaf mei 1997. Het is de enige Class 59 die op het vasteland gereden heeft. De laatste jaren reed hij er voor het private spoorbedrijf Heavy Haul Power International (HHPI). In het najaar van 2014 keerde de 59003 terug naar Groot-Brittannië om er vanaf december van dat jaar opnieuw ingezet te worden.
De zes locomotieven van National Power (type 59/2) werden in 1998 overgenomen door het private spoorbedrijf English, Welsh and Scottish Railway (EWS), dat in juni 2007 een dochterbedrijf van de Deutsche Bahn werd onder de naam DB Schenker Rail (UK) Ltd. Dit levert sindsdien het enigszins verrassende beeld op van Britse locomotieven in DB-kleuren. 
Enkele Class 59s zijn ook ingezet op de werf van de Kanaaltunnel.

## Recordhouder
Op 26 mei 1991 sleepte locomotief 59005 een 1650 meter lange trein met een totaalgewicht van 11 920 ton, en vestigde hiermee het Europees record van de zwaarste trein die door één enkele locomotief getrokken werd.

## Andere reeksen 59
In de Engelstalige spoorliteratuur komen nog andere, niet-Britse locomotieven voor die de benaming Class 59 krijgen, en die uiteraard niet mogen verward worden met de Britse Class 59:
- De DRG Class 59 of DRG Baureihe 59 van de Deutsche Reichsbahn (voorheen de klasse 'K' van de Königlich Württembergische Staats-Eisenbahnen, kortweg Württembergische K): een krachtige stoomlocomotief met zes aangedreven assen (asindeling 1'F), gebouwd tussen 1917 en 1924.
- De SNCB Class 59 of HLD 59, een Belgische dieselelektrische locomotief, vanaf 1954 gebouwd door Cockerill-Sambre.